# Séhouè
Séhouè è un arrondissement del Benin situato nella città di Toffo (dipartimento dell'Atlantico) con 14.788 abitanti (dato 2006).